# Jette-Ganshoren
Jette-Ganshoren is een voormalige gemeente in de Belgische provincie Brabant, nu in het Brussels Hoofdstedelijk Gewest. De gemeente lag een paar kilometer ten noordwesten van de stad Brussel.

## Geschiedenis
De landelijk gemeente ontstond op het eind van het ancien régime en omvatte het dorp Jette in het noordoosten en het gehucht Ganshoren in het zuidoosten. In 1841 werd de gemeente opgesplitst in de twee afzonderlijke gemeenten Jette en Ganshoren.
Beide gemeenten werden vanaf het eind van de 19de eeuw opgeslorpt door de uitdijende Brusselse agglomeratie. Beide gemeenten werden later via de talentelling een deel van het Brussels Hoofdstedelijk Gewest.